# Philipp Friedrich Theodor Meckel
Philipp Friedrich Theodor Meckel (Berlim, 30 de abril de 1755 – Halle, 17 de março de 1803), foi um médico, obstetra e anatomista alemão. Foi também professor de Anatomia e Cirurgia da Universidade de Halle até a sua morte. Filho de Johann Friedrich Meckel, o Velho e pai de Johann Friedrich Meckel, o Jovem.

## Biografia
Filho de Johann Friedrich Meckel, o Velho e de sua esposa Charlotte Louise Camman (1724–1797). Em sua juventude foi educado por professores particulares. Acima de tudo, foi influenciado pelo seu pai para as ciências médicas, e começou a estudar medicina em setembro de 1773 na Universidade de Göttingen. Quando seu pai morreu em 1774, ele herdou toda sua coleção de anatomia. Continuou seus estudos na Universidade de Estrasburgo, onde teve Johann Friedrich Lobstein (1736-1784) como professor de cirurgia.
Em Estrasburgo, Meckel trabalhou durante algum tempo como médico patologista sob a direção de Lobstein. Em novembro de 1777, aos 22 anos, foi nomeado professor associado da cátedra de Medicina na Universidade de Halle, onde recebeu seu diploma de doutorado defendendo a tese "De labyrinthi auris contentis", completando depois uma viagem educacional que o levou às universidades da França e da Inglaterra. Foi também vice-reitor da Universidade de Halle.
Em 1788, tornou-se diretor da unidade cirúrgica do hospital na cidade de Glaucha, onde também exerceu a função de cirurgião. Traduziu do francês as obras de obstetrícia de Jean-Louis Baudelocque (1745-1810), fundou uma maternidade particular e foi chamado duas vezes como obstetra na corte imperial de São Petersburgo.  A Imperatriz Catarina II, segunda esposa de Paulo I, lhe ofereceu a direção da Universidade de Medicina em São Petersburgo, que ele recusou, recebendo, porém, o título de membro do Conselho da Prússia.
Faleceu prematuramente aos 47 anos de idade, após uma longa doença sob os efeitos da icterícia. Seu amigo e médico Johann Christian Reil (1759-1813) esteve com ele em suas últimas semanas de vida e foi o responsável pela realização do seu último desejo: que fosse dissecado depois de sua morte. Seu esqueleto foi montado artificialmente e guardado em armário apropriado. Parte do seu corpo foi enterrado no cemitério da cidade.
No dia 12 de Julho de 1802, Johann Wolfgang von Goethe (1749-1832) visitou a coleção de anatomia de Meckel, apresentada pelo anatomista Carl Friedrich Senff (1776-1816).

## Obra
- De Labyrinthi auris contentis, 1777